# The Life Line
The Life Line és una pel·lícula muda dirigida per Maurice Tourneur i protagonitzada per Jack Holt, Lew Cody i Wallace Beery. Basada en l'obra de teatre "The Romany Rye" de George R. Sim (1882), va ser adaptada al cinema per Charles E. Wittaker. Es va estrenar el 5 d'octubre de 1919.

## Repartiment
- Jack Holt (Jack Hearne)
- Wallace Beery (Bos)
- Lew Cody (Phillip Royston)
- Tully Marshall (Joe Heckett)
- Seena Owen (Laura)
- Pauline Starke (Ruth Heckett)

## Argument
Phillip Royston, l'amo de Cragsnest, una propietat a l'Anglaterra rural, està caçant la guineu quan es troba una endevinadora del futur, Laura, en un campament gitano. Jack Hearn, conegut com el Romany Rye, escolta com el pare de la noia l'avisa que no visiti Royston i finalment quan ella visita el jove ric a qui troba és a Jack que la torna cap a casa. Jack és germanastre de Phillip però prefereix viure amb els gitanos en lloc de reclamar el seu dret a la seva part de Cragsnest. La seva manera de veure la vida canvia quan durant un incendi en un teatre salva Ruth Heckett, filla del seu amic Joe, propietari d'una botiga d'aus a Londres i lladre. Jack decideix casar-se amb ella.
Ruth i Jack decideixen agafar un vaixell i anar als Estats Units per trobar probes del casament dels pares d'aquest per demostrar el dret a la seva herència. Bos, un company de Joe, regala a Ruth una bíblia que va robar a Cragsnest. Encara que ells no ho saben, la Bíblia conté el certificat de casament dels pares de Jack, que Royston ha estat intentant recuperar per poder-lo destruir. En el vaixell, Jack és atret per Laura que li dona un narcòtic i el llença a l'aigua. Sortosament Bos el rescata. En arribar a Southampton el vaixell de vapor s'incendia però ells dos aconsegueixen rescatar Ruth, que ha descobert el certificat, i d'altres passatgers. Royston i Laura s'ofeguen.